# Острів напередодні
«Острів напередодні» (італ. L'isola del giorno prima) — роман італійського письменника Умберто Еко, вперше опублікований 1994 року.

## Сюжет
XVII століття. Роберто де ла Грів після корабельної аварії потрапляє на «Дафну» — корабель, що застряг на мілині в лагуні невідомого острова у Тихому океані, на якому, на перший погляд, нікого немає. На кораблі він згадує своє минуле життя: участь у Тридцятирічній війні, сидіння в облозі разом з батьком у місті, яке намагаються захопити іспанці, дружбу з дворянином-атеїстом, яка для того часу була дуже небезпечною. Дворянин гине на дуелі, батько гине у бою, а Роберто після зняття облоги потрапляє у Париж. Тут на нього чекають і кохання, й алхімія, і Рішельє з Мазаріні. Нарешті вир подій закидає його на корабель, що вирушає у навколосвітню подорож. Але між липнем і серпнем 1643 шторм руйнує всі людські плани, і доля прибиває пліт з Роберто до "Дафни" .
У романі Умберто Еко порушує «вічні» питання: що є життя, що є смерть, що є кохання, як улаштований Всесвіт?
Каспар Вандердроссель — ім'я німецького єзуїта, другого «живого» героя книги, єдиного співрозмовника героя.

## Зауваження щодо перекладів
Умберто Еко написав спеціального «Відкритого листа перекладачам „Острова напередодні“», у якому виклав деякі свої зауваги щодо перекладу роману.
Зокрема, автор наголошує на тому, що «багато сторінок роману — барокові». Йдеться про 17 століття, тому письменник використовував манеру мови того часу. Перекладачам Умберто Еко радить звертатися до бароко своєї літератури, оскільки й він використовував певні джерела (а саме: Маріно, італійські прозаїки XVII століття, а також поети і письменники Франції, Джон Донн, Гріфіус і Гонгора).
Окремо Умберто Еко веде мову про синоніми, зауважуючи, що він при написанні твору старався уникати тавтологій при описі неба, моря. Для зображення кольорів письменник використовував, крім власне слів на позначення кольорів, різні асоціації з квітами, тваринами.
Автор застерігає перекладачів від вживань анахронізмів, а радить використовувати добрі етимологічні словники, щоби наблизити мову роману до часу дії.

## Український переклад
Перекладач — Юлія Григоренко.
Вперше вийшов у видавництві "Фоліо" 2016 року (видавнича серія "Карта світу").